# Expo 2017
Expo 2017 byla mezinárodní specializovaná výstava, která se konala v hlavním městě Kazachstánu, Astaně. Titul pořadatele udělil Astaně Mezinárodní úřad pro výstavnictví 22. listopadu 2012. Neřadila se do kategorie světových výstav, nýbrž pouze mezinárodních specializovaných. Hlavním tématem výstavy byla energie budoucnosti, zabývala se snižováním emisí, alternativními zdroji energie a budoucností energie. 
Výstava se konala od 10. června do 10. září 2017 a byla první mezinárodní výstavou, konající se ve střední Asii a na půdě bývalého Sovětského svazu. Zúčastnilo se jí 115 států a 22 mezinárodních organizací. Areál měl rozlohu 25 hektarů a navštívily ho téměř čtyři miliony lidí.

## Téma
Téma výstavy „Energie budoucnosti“ odráželo ochotu Kazachstánu přejít na ekologickou ekonomiku, podpořit dialog ve prospěch energetické bezpečnosti v celosvětovém měřítku a přispět k rozvoji a využívání alternativních zdrojů energie. Téma bylo rozděleno do následujících tří podtémat:
- Snižování emisí CO2
- Efektivní využívání energie
- Energie pro všechny

## Areál výstaviště
Areál výstaviště byl vybudován na levém břehu hlavního města v blízkosti Nazarbajevovy univerzity. Územní plán areálu vypracovala architektonická kancelář Adrian Smith + Gordon Gill Architecture. Jeho cílem bylo, aby po skončení výstavy vznikla z výstavního areálu nová městská čtvrť. Výstavní areál se rozkládal na ploše 25 hektarů a v souladu s tématem veletrhu byly budovy navrženy tak, aby se optimalizovala jejich energetická spotřeba a zajistil se maximální komfort po celý rok.

Expo 2017 zóna zemské energie

Budovy Expa se soustředily kolem Nur Alemu, impozantní prosklené kulovité budovy o průměru 80 metrů, která je největší kulovitou budovou na světě. Stavba této ohromující dominanty si vyžádala 3 535 kusů dvojitých oken a v souladu s tématem Expa disponuje také kapacitou na výrobu energie z obnovitelných zdrojů, jako jsou fotovoltaické prvky a dvě tiché větrné turbíny. Z centrální sféry vycházely tematické pavilony Expo 1 a 2, oblast nejlepších energetických postupů, firemní pavilony a kulturní zařízení, mezinárodní pavilony tvořily vnější prstenec výstavní plochy.

### Pavilony
Expa 2017 se zúčastnilo celkem 115 zemí a 22 mezinárodních organizací, přičemž každý účastník interpretoval téma Energie budoucnosti jedinečným způsobem. Stavby pavilonů jednotlivých států zajišťoval Kazachstán, jednotlivé státy si tedy zařídily pouze interiér pavilonů. Byla také zakázána přímá komerční prezentace firem.
Nejnavštěvovanějším pavilonem byl Nur Alem, v němž se v přízemí nacházela národní expozice Kazachstánu a v jednotlivých patrech Muzeum energie budoucnosti. V každém patře byla podrobně představena jedna z šesti forem výroby energie – vesmírná, solární, větrná, organická, kinetická a vodní, včetně živých vystoupení a interaktivních exponátů. Nejvyšší patro pavilonu, které nabízelo bezkonkurenční výhled na hlavní město a kazašskou step, představovalo město budoucnosti a předpovídalo, jak budou nové technologie a inteligentní sítě utvářet budoucnost hlavního města Kazachstánu.

Expo 2017 zóna sluneční energie

V tematických pavilonech se návštěvníci mohli podrobně seznámit s výrobou a využíváním energie. Mezi nejlepšími energetickýcmi postupy se představilo více než 20 inovativních technologických projektů z celého světa, které nabízely reálná řešení ve prospěch udržitelného hospodaření s energií, např. dlažba, která vyrábí elektřinu využitím kinetické energie osob, které po ní chodí. Jinde na výstavišti bylo zaměření na energii inspirací pro jedinečné umělecké expozice, oslnivé světelné show na budově Nur Alem nebo speciálně vytvořené představení Cirque du Soleil s názvem REFLEKT, které se na výstavišti odehrávalo po celou dobu konání Expa.
Francouzský pavilon nabídl některá vlastní řešení energetických výzev, např. nejnovější hybridní elektrická auta nebo beton, který lze použít v zelených stěnách a nenarušuje růst rostlin. Čínský pavilon představil nové technologie snižující spotřebu energie a 3D animaci věnovanou  hledání nových forem energie. Mnoho pavilonů nabízelo interaktivní zážitky, které návštěvníky vtáhly do zvoleného tématu, německý pavilon například vybízel dospělé i děti, aby se dotýkali exponátů a hráli si s nimi, a k vidění zde byla houpačka, která znázorňovala výrobu vodní energie. Korea vyprávěla prostřednictvím animací, živé taneční show a rozšířené reality příběh přechodu od fosilních paliv k obnovitelné energii.

Expo 2017 zóna větrné energie

## Areál po skončení výstavy
V souladu s územním plánem byl areál výstaviště po skončení Expa začleněn do struktury Astany. V Nur Alemu je Muzeum energie budoucnosti stále oblíbenou atrakcí, kterou ročně navštíví více než 300 000 návštěvníků. Na výstavišti Expo se pravidelně konají významné akce, koncerty a oslavy v průběhu celého roku, včetně novoročních oslav, Týdne energie v Kazachstánu a Letní scény Expo. Areál slouží také jako finanční a obchodní centrum, kde se nachází Mezinárodní finanční centrum Astana, IT univerzita a Mezinárodní centrum pro zelené technologie a investiční projekty.

## Přínos výstavy pro město a stát
Díky vybudování nového vlakového nádraží a letištního terminálu a otevření desítek nových hotelů a restaurací se v době před konáním Expa výrazně zvýšila kapacita města pro přijímání návštěvníků. K dlouhodobému růstu země přispěla také vládní opatření realizovaná před zahájením Expa, včetně zrušení vízové povinnosti pro občany téměř 40 zemí a uzavření dohod o otevřeném přístupu, které umožňují volnější cestování.
Expo sehrálo důležitou roli při podpoře vlastní energetické transformace Kazachstánu. Celkem 133 inovativních energetických projektů představených na Expu bylo realizováno po celém Kazachstánu a 16 z nich bylo uplatněno v samotné Astaně.

## Česko na Expu 2017
Česká republika obdržela oficiální pozvánku od prezidenta Kazachstánu, Nursultana Nazarbajeva, a na základě usnesení vlády č. 494 ze dne 30. května 2016 se rozhodlo Ministerstvo obchodu a průmyslu vyhlásit v červnu výběrové řízení na zpracovatele koncepčního návrhu. Kazachstán zrušil pro české občany v rámci výstavy také vízovou povinnost.
Interiér českého pavilonu na Expo 2017 dodal pouze jeden dodavatel, firma Arteo, kvůli úspoře času. Český pavilon měl k dispozici 292 m² výstavní plochy a sousedil s výstavními prostory Lucemburska, Řecka, Rakouska, Švýcarska a Lotyšska. Rozpočet byl stanoven na 98 milionů Kč. Původně měl být rozpočet dvakrát vyšší, ale ministr financí Andrej Babiš v roce 2016 ve vládě tuto variantu odmítl. Logo české účasti na Expo 2017 v Astaně vytvořil grafik-designer Ondřej Šmerda.
Český pavilon slavnostně otevřel prezident Miloš Zeman. Pavilon měl dvě patra a dominoval mu koncept sportovního letounu na elektrický pohon. Za prvních pět dní výstavy ho navštívilo přes 10 tisíc lidí. Jeho součástí byla také restaurace, tu zde kvůli licencím otevřelo jen málo zemí.
Celkem český pavilon navštívilo po celou dobu výstavy přes půl milionu lidí.